# Euryrhynchoides
Euryrhynchoides is een geslacht van kreeftachtigen uit de klasse van de Malacostraca (hogere kreeftachtigen).

## Soort
- Euryrhynchoides holthuisi Powell, 1976